# Tênis nos Jogos Olímpicos Intercalados de 1906
Nos Jogos Olímpicos Intercalados de 1906 em Atenas, 4 eventos de tênis foram realizados, dois masculinos, um feminino e um misto, sendo a única modalidade que contou com a participação de mulheres. Denominados Jogos Intercalados, a edição de 1906 não é considerada oficial pelo Comitê Olímpico Internacional.

## Medalhistas
Masculino
| Evento  | Ouro                                  | Prata                                   | Bronze                                 |
| ------- | ------------------------------------- | --------------------------------------- | -------------------------------------- |
| Simples | Max Décugis · França                  | Maurice Germot · França                 | Zdenek Žemla · Boémia                  |
| Duplas  | Max Décugis · Maurice Germot · França | Ioannis Ballis Xenofon Kasdaglis Grécia | Ladislav Žemla · Zdenek Žemla · Boémia |

Feminino
| Evento  | Ouro                   | Prata                | Bronze                   |
| ------- | ---------------------- | -------------------- | ------------------------ |
| Simples | Esme Simiriotis Grécia | Sofia Marinou Grécia | Fronietta Paspati Grécia |

Misto
| Evento | Ouro                                 | Prata                                    | Bronze                                 |
| ------ | ------------------------------------ | ---------------------------------------- | -------------------------------------- |
| Duplas | Marie Décugis · Max Décugis · França | Sofia Marinou Georgios Simiriotis Grécia | Aspasia Matsa Xenofon Kasdaglis Grécia |

## Quadro de medalhas
| Ordem | País   | Medalha de ouro | Medalha de prata | Medalha de bronze | Total |
| ----- | ------ | --------------- | ---------------- | ----------------- | ----- |
| 1     | França | 3               | 1                | 0                 | 4     |
| 2     | Grécia | 1               | 3                | 2                 | 6     |
| 3     | Boémia | 0               | 0                | 2                 | 2     |
|       |        |                 |                  |                   |       |
| Total | Total  | 4               | 4                | 4                 | 12    |